# Veratrum grandiflorum
Veratrum grandiflorum är en nysrotsväxtart som först beskrevs av Carl Maximowicz och Friedrich Anton Wilhelm Miquel, och fick sitt nu gällande namn av Otto Loesener. Veratrum grandiflorum ingår i släktet nysrötter, och familjen nysrotsväxter. Inga underarter finns listade.